# Villamosmérnök
A villamosmérnök elektromos, illetve elektronikus eszközök, berendezések, létesítmények tervezésén, gyártásán, működtetésén dolgozik. A villamosmérnöki szakma eredményei mindennapi életünket is áthatják, a háztartástól a közlekedésen át, a szórakoztatóelektronikáig, illetve az ipar különféle területein is meghatározóak. A felsőoktatásban (főiskolán, egyetemen) végzett villamosmérnökök alkalmassá válnak különböző villamos berendezések tervezésére és üzemeltetésére az ipari folyamatirányítás, a digitális rendszerek, infokommunikáció, energetika, a járművillamosság és az űrkutatás területén.

## Kompetenciák és specializációk
A ma villamosmérnökének egyaránt járatosnak kell lennie az elektromos eszközök, az informatika, az irányítástechnika és a menedzsment területén. Ennek érdekében a képzés során a szakmai törzsanyag mellett olyan gazdasági és humán ismeretekkel is ellátják a hallgatókat, mint a közgazdaságtan, menedzsment és vállalkozás-gazdaságtan, valamint (üzleti) jogi ismeretek. A szakmai törzsanyagot olyan tárgyakból állították össze, mint a villamosságtan (elektrotechnika, hálózatok és rendszerek), elektronika, digitális technika, programozás, szakmai alapismeretek (híradástechnika, méréstechnika, szabályozástechnika/automatika, mikroelektronika, elektronikai technológia, villamos energetika) továbbá az ezek elmélyítésére szolgáló laborfoglalkozások.
A villamosságtan széleskörűen alkalmazott tudomány, továbbá folyamatosan fejlődik (leginkább a 20. század második felétől), ennek köszönhetően a legkülönfélébb szakosodási lehetőséget kínál a villamosmérnököknek a villamos energetikától kezdve a katonai elektronikai eszközökön át a nanotechnológiáig.
4 fő specializációt (szakirányt) szokás elkülöníteni:
- beágyazott és irányítórendszerek
- infokommunikációs rendszerek
- villamos energetika
- mikroelektronikai gyártás és tervezés

### Beágyazott és irányítórendszerek specializáció
Beágyazott rendszereknek azokat a számítógépes alkalmazói rendszereket nevezzük, melyek autonóm működésűek és befogadó fizikai-technológiai környezetükkel intenzív kapcsolatban állnak. Életünk szinte minden területén találkozunk velük. Az autóipari fejlesztések mintegy 90%-a beágyazott számítástechnika. Egészségünk, élet- és vagyonbiztonságunk érdekében ugyancsak egyre több ilyen rendszer üzemel. Az elemzések szerint az elkövetkezendő évtizedben a beágyazott rendszerek piacának exponenciális növekedése várható: az ilyen rendszerek átszövik valamennyi iparág termelési folyamatait, és jelen lesznek természetes és épített környezetünk fenntartásának legkülönfélébb feladataiban (Internet of Things), kritikus infrastruktúráiban. A szakterület a fejlesztőktől, üzemeltetőktől integrális ismereteket követel meg: a területtel foglalkozó szakembereknek az érzékelés/jelátalakítás problémakörétől kezdve a szorosan kapcsolódó hardver/szoftver ismereteken át az információgyűjtés és feldolgozás, továbbá kommunikáció problémáit is ismerniük kell.

### Infokommunikációs rendszerek specializáció
Az IT-alkalmazások szinte mindegyike hálózatos. Nemsokára a kommunikáló embereknél és az általuk használt alkalmazásoknál sokkal több kommunikáló gép lesz hálózatba kapcsolva (Internet of Things – a “Tárgyak Internete”). Az infokommunikáció szakterület a hálózatokat és a rajtuk megvalósítható szolgáltatásokat és alkalmazásokat foglalja magában. A specializáció ennek a szakterületnek a rendszertechnikáit és technológiáit mutatja be. Gyakorlatias megközelítésben foglalkozunk a hálózati rendszerek és szolgáltatások kialakításával, konfigurációjával és üzemeltetésével, a rendszerek működésében alapvető szerepet játszó vezetékes és vezeték nélküli technológiákkal, a médiatartalom-terjesztés és -feldolgozás technológiáival, a nagyfrekvenciás és műholdas rendszerek elemeivel, továbbá rádiós mérőrendszerekkel és alkalmazásokkal. Magyarországon az infokommunikációs rendszereknek jelentős szolgáltatási, gyártási és kutatás-fejlesztési háttere van. Ezért a specializáción végzett hallgatóknak sok elhelyezkedési lehetőség kínálkozik: a szolgáltatóknál, a gyártóknál, az elektronikus gazdaság és kormányzat infokommunikációs rendszereit működtető, valamint értéknövelt szolgáltatásokat előállító kis- és középvállalkozásoknál egyaránt.

### Villamos energetika specializáció
A specializáció célja a villamos energetika területén belül elméleti és gyakorlati szakmai ismeretek oktatása az üzemszerű villamosenergia-átvitel és -elosztás, a villamosenergia-hálózatok kialakítása, működtetése és rendellenes állapotai témakörökben; a villamos gépekkel és hajtásokkal, a villamosgépes-rendszerekkel kapcsolatos átfogó szakmai és gyakorlati ismeretek, alkalmazott számítási módszerek oktatása; a villamosenergia-hálózatokban alkalmazott kis- és nagyfeszültségű kapcsolókészülékek szerkezetének és működési alapjainak, a kapcsolókészülékek és a hálózatok között fellépő kölcsönhatások elméletének és gyakorlati vonatkozásainak megismertetése.

### Mikroelektronikai gyártás és tervezés specializáció
A mikroelektronika és az elektronikai ipar egyre szélesebb térnyerése a hazai ipar elmúlt évtizedének egyik örvendetes jelensége. A mikroelektronikai tervező cégek megjelenése az egyik legmagasabban kvalifikált mérnöki munkában teremtett hazai munkalehetőségeket, ugyanakkor a multinacionális elektronikai szerelőipar megjelenése magas színvonalú elektronikai technológiai kultúrát teremtett Magyarországon. A specializáción BSc diplomát szerző mérnökök multinacionális elektronikai szerelőipari vállalatoknál, illetve mikroelektronikai tervező cégeknél  helyezkedhetnek el vagy kisvállalkozási formában áramkörtervező, gyártó és szolgáltató tevékenységet végezhetnek.

## Képzés
Magyarországon csak 1949 óta beszélhetünk önálló villamosmérnök képzésről, ekkor alapították meg a Villamosmérnöki Kart a Műegyetem Gépészmérnöki Kar elektromos tagozatából.
- Az elektronikai technikusnál magasabb, de a BSc szintnél alacsonyabb képzettséget ad a villamosmérnök-asszisztens felsőfokú szakképzés, mely 2 év alatt elvégezhető. A képzést szakközépiskola is indíthatja.
- Egyes (köztük nagy múltú) főiskolákon és egyetemeken BSc, és arra épülő MSc szintű villamosmérnöki, illetve mérnöktanári szakok indulnak.

### Magyarországi intézmények
Az alábbi felsőoktatási intézményekben (és karokon) van jelenleg (2009) villamosmérnöki képzés:
- Budapesti Műszaki és Gazdaságtudományi Egyetem Villamosmérnöki és Informatikai Kar (BSc és MSc szinten, ill. MSc mérnöktanári)
- Óbudai Egyetem Kandó Kálmán Villamosmérnöki Kar (BSc és felsőfokú szakképzés, ill. MSc szinten villamosmérnöki és mérnöktanári)
- Debreceni Egyetem Természettudományi és Technológiai Kar (BSc , MSc szinten és felsőfokú szakképzés)
- Dunaújvárosi Főiskola (csak felsőfokú szakképzés)
- Miskolci Egyetem Gépészmérnöki és Informatikai Kar (BSc és MSc szinten)
- Pannon Egyetem Műszaki Informatikai Kar (csak BSc szinten)
- Pécsi Tudományegyetem Műszaki és Informatikai Kar (csak BSc és felsőfokú szakképzés)
- Széchenyi István Egyetem Műszaki Tudományi Kar (BSc, MSc szinten és felsőfokú szakképzés)
- Szegedi Tudományegyetem Juhász Gyula Pedagógusképző Kar (csak felsőfokú szakképzés)i

## Híres magyar villamosmérnökök
- Gábor Dénes
- Horányi Özséb
- Kandó Kálmán
- Liska József
- Roska Tamás
- Tihanyi Kálmán
- Tófalvi Gyula
- Vámos Tibor
- Verebélÿ László
- Zipernowsky Károly

## Lásd még
- Mérnöki tudomány